# Boucles de l'Aulne 2014
La Boucles de l'Aulne 2014, settantacinquesima edizione della corsa e valida come evento dell'UCI Europe Tour 2014 categoria 1.1, si svolse il 1º giugno 2014 su un percorso di 168 km. Fu vinta dal francese Alexis Gougeard, che giunse al traguardo con il tempo di 3h58'00", alla media di 42,35 km/h.
Al traguardo 59 ciclisti completarono la gara.

## Squadre e corridori partecipanti
| N.      | Cod. | Squadra                      |
| ------- | ---- | ---------------------------- |
| 1-8     | FDJ  | FDJ.fr                       |
| 11-18   | ALM  | AG2R La Mondiale             |
| 21-28   | EUC  | Team Europcar                |
| 31-38   | COF  | Cofidis, Solutions Credits   |
| 41-48   | BSE  | Bretagne-Séché Environnement |
| 51-58   | WGG  | Wanty-Groupe Gobert          |
| 61-68   | LPM  | La Pomme Marseille 13        |
| 71-78   | BIG  | BigMat-Auber 93              |
| 81-88   | RLM  | Roubaix-Lille Metropole      |
| 91-98   | WBC  | Wallonie-Bruxelles           |
| 101-108 | CCD  | Team Differdange-Losch       |
| 111-118 | CEF  | Nankang-Fondriest            |

## Ordine d'arrivo (Top 10)
| Pos. | Corridore            | Squadra      | Tempo    |
| ---- | -------------------- | ------------ | -------- |
| 1    | Alexis Gougeard      | AG2R La Mo.  | 3h58'00" |
| 2    | Rémy Di Grégorio     | La Pomme M.  | a 5"     |
| 3    | Rudy Kowalski        | Roubaix      | s.t.     |
| 4    | Benoît Vaugrenard    | FDJ.fr       | s.t.     |
| 5    | Jean-Marc Bideau     | Bretagne     | s.t.     |
| 6    | Romain Hardy         | Cofidis      | s.t.     |
| 7    | Nico Sijmens         | Wanty-Gobert | a 9"     |
| 8    | Mikaël Cherel        | AG2R La Mon. | a 11"    |
| 9    | Vegard Stake Laengen | Bretagne     | s.t.     |
| 10   | Yannick Martinez     | Europcar     | s.t.     |